# Nekrolog 1861
Nekrolog
◄◄
| ◄
| 1857
| 1858
| 1859
| 1860
| 1861 | 1862 | 1863 | 1864 | 1865 | ► | ►►
Weitere Ereignisse | Allgemeiner Nekrolog 1861
Die Beschreibung der verstorbenen Person sollte so kurz wie möglich gehalten sein und nur deren signifikante Tätigkeit(en) enthalten.
Neue Namen ggf. auch unter dem Geburts- und Sterbedatum, also etwa unter 1. Januar und im Geburts- und Sterbejahr (2024) eintragen (nur bei entsprechender großer Wichtigkeit). Für Beispiele siehe die schon vorhandenen Artikel.
Außerdem über die fünf zuletzt Verstorbenen, zu denen es einen ausreichend guten Artikel für eine Präsentation auf der Hauptseite gibt, nach der todesbedingten Überarbeitung der Artikel ggf. auch unter Wikipedia Diskussion:Hauptseite informieren und sie am besten auch in den anderen Wikipedia-Sprachversionen eintragen. Tipp: Regelmäßig bei news.google.de nach „ist tot“, „gestorben“ oder „verstorben“ suchen.
Wenn eine Person gestorben ist, gibt es viele Seiten zu dieser Person in der Wikipedia, die davon auch betroffen sind und entsprechend aktualisiert werden müssen. Beispiele: Namenübersichtsseite, Geburtsjahr, Geburtsort-Seiten und viele mehr.
Wie finde ich die betroffenen Seiten?
Im Suchfeld auf der linken Seite gibt man den Suchbegriff so ein: „Vorname Nachname“. Dann klickt man auf Volltext und alle Seiten mit entsprechendem Suchtext werden aufgerufen. Hier sieht man dann schnell, wo auch das Todesjahr Sinn macht oder sogar ein Teil des Artikels angepasst werden muss. Auch hilft das „Werkzeug“ auf der linken Seite sehr gut, um solche Seiten aufzufinden: „Links auf diese Seite“. Somit ist die Wikipedia wieder aktuell in allen Bereichen! Hinweis: bei Eintragung der Kategorie „Gestorben JAHR“ wird der Missbrauchsfilter 49 ausgelöst, was jedoch nicht schlimm ist. Siehe: Spezial:Missbrauchsfilter/49
Dies ist eine Liste von im Jahr 1861 verstorbenen bekannten Persönlichkeiten. Die Einträge erfolgen innerhalb der einzelnen Daten alphabetisch sortiert. Tiere sind im Nekrolog für Tiere zu finden.

## Januar
| Tag        | Name                             | Beruf, bekannt als                                                 | Alter | Beleg |
| ---------- | -------------------------------- | ------------------------------------------------------------------ | ----- | ----- |
| 1. Januar  | Carl Johan Fahlcrantz            | schwedischer Maler                                                 | 86    |       |
| 2. Januar  | Friedrich Wilhelm IV.            | König von Preußen (1840–1861)                                      | 65    |       |
| 3. Januar  | Arnold Adolf Berthold            | deutscher Physiologe, Zoologe und Hochschullehrer                  | 57    |       |
| 3. Januar  | Franz Richter                    | österreichischer Unternehmer                                       |       |       |
| 4. Januar  | Ludwig Heusner                   | deutscher Notar und Politiker                                      | 60    |       |
| 5. Januar  | Heinrich Alexander von Arnim     | preußischer Staatsmann                                             | 62    |       |
| 6. Januar  | Johann Baptist Kuhn              | deutscher Maler und Lithograf                                      | 50    |       |
| 8. Januar  | Samuel Clegg                     | britischer Chemiker und Ingenieur                                  | 79    |       |
| 9. Januar  | Macgregor Laird                  | schottischer Reisender                                             |       |       |
| 10. Januar | Leopold von Gerlach              | preußischer General der Infanterie und konservativer Politiker     | 70    |       |
| 10. Januar | Heinrich Bruno von Steinaecker   | preußischer Generalmajor                                           | 72    |       |
| 11. Januar | Gottfried Schnetger              | preußischer Kaufmann und Eigentümer von Schloss Machern            | 90    |       |
| 12. Januar | Václav Hanka                     | tschechischer Sprachwissenschaftler                                | 69    |       |
| 12. Januar | Wilhelm von Kröcher              | deutscher Rittergutsbesitzer und Verwaltungsbeamter                | 78    |       |
| 12. Januar | Friedrich Hermann de Leuw        | deutscher Arzt                                                     | 68    |       |
| 12. Januar | Joseph L. White                  | US-amerikanischer Politiker                                        |       |       |
| 13. Januar | Carlos Luis de Borbón            | Graf von Montemolín                                                | 42    |       |
| 13. Januar | Karl Gottlieb Prätzel            | deutscher Dichter und Schriftsteller                               | 75    |       |
| 15. Januar | Hillart Cropp                    | deutscher Jurist, Abgeordneter der Frankfurter Nationalversammlung | 52    |       |
| 15. Januar | Hendrick Heusken                 | niederländisch-amerikanischer Dolmetscher                          | 28    |       |
| 16. Januar | Georg Heinrich Lux               | deutscher Schullehrer, Organist und Komponist                      | 81    |       |
| 16. Januar | Charles Murphey                  | US-amerikanischer Politiker                                        | 61    |       |
| 16. Januar | Wilhelm Zais                     | liberaler nassauischer Politiker                                   | 62    |       |
| 17. Januar | Julius von dem Bussche-Ippenburg | deutscher Verwaltungsjurist, preußischer Landrat und Politiker     | 55    |       |
| 17. Januar | Lola Montez                      | irische Hochstaplerin und Tänzerin                                 | 39    |       |
| 17. Januar | Malla Montgomery-Silfverstolpe   | schwedische Schriftstellerin                                       | 78    |       |
| 18. Januar | Leonhard Meck                    | Schauspieler                                                       | 73    |       |
| 18. Januar | Joachim Heinrich Wilhelm Wagener | deutscher Unternehmer, Bankier und Mäzen                           | 78    |       |
| 19. Januar | Gustav Adolf Keferstein          | deutscher Pfarrer, Kritiker, Pädagoge und Musikschriftsteller      |       |       |
| 19. Januar | Albert Niemann                   | Apotheker und Chemiker                                             | 26    |       |
| 20. Januar | Johann Ludwig Urban Blesson      | preußischer Militärschriftsteller                                  | 70    |       |
| 20. Januar | Adolf Theodor Roscher            | deutscher Industrieller                                            | 79    |       |
| 20. Januar | Martin von Wahrendorff           | schwedischer Diplomat und Erfinder                                 | 71    |       |
| 21. Januar | Hinrich Middeldorpf              | deutscher Orientalist und Theologe; Hochschullehrer in Breslau     | 72    |       |
| 22. Januar | Anton Friedrich Ludwig Pelt      | deutscher evangelischer Theologe                                   | 61    |       |
| 22. Januar | Friedrich Tiedemann              | deutscher Anatom und Physiologe                                    | 79    |       |
| 22. Januar | Heinrich von Wedel               | preußischer General der Kavallerie                                 | 76    |       |
| 24. Januar | Robert Letcher                   | US-amerikanischer Politiker                                        | 72    |       |
| 24. Januar | Hieronymus Müller                | deutscher Philologe und Übersetzer                                 | 75    |       |
| 24. Januar | Johann Gottfried Stallbaum       | deutscher Philologe und Rektor der Thomasschule                    | 67    |       |
| 25. Januar | Heinrich Graeff                  | deutscher Rechtsanwalt und Politiker                               | 60    |       |
| 25. Januar | Franz Hugo Hesse                 | preußischer Beamter, Politiker und Diplomat                        | 56    |       |
| 25. Januar | Charles Philipon                 | französischer Karikaturist, Grafiker und Journalist                | 60    |       |
| 26. Januar | Ludwig Hardtmuth                 | Unternehmer in Weimar                                              | 61    |       |
| 26. Januar | Friedrich Wilhelm Otte           | deutscher Maler                                                    |       |       |
| 27. Januar | Marc Caussidière                 | französischer republikanischer Revolutionär                        | 52    |       |
| 27. Januar | Karl Hüetlin                     | Bürgermeister von Konstanz                                         | 54    |       |
| 28. Januar | Henri Murger                     | französischer Schriftsteller                                       | 38    |       |
| 29. Januar | Catherine Gore                   | englische Schriftstellerin                                         |       |       |
| 29. Januar | Johann Andreas Harmssen          | deutscher Kapitän, Weltumsegler                                    | 78    |       |
| 29. Januar | Alexander von Levetzow           | preußischer Domherr, Offizier und Gutsbesitzer                     | 74    |       |
| 30. Januar | John Causin                      | US-amerikanischer Politiker                                        |       |       |
| 30. Januar | Christian Köhler                 | deutscher Maler                                                    | 51    |       |
| 30. Januar | Christian Sörensen               | Schriftsetzer und Erfinder der Setz- und Ablegemaschine Tacheotyp  | 42    |       |
| 31. Januar | Ernst Meyer                      | deutsch-dänischer Genremaler                                       | 63    |       |

## Februar
| Tag         | Name                                                   | Beruf, bekannt als                                                                       | Alter | Beleg |
| ----------- | ------------------------------------------------------ | ---------------------------------------------------------------------------------------- | ----- | ----- |
| 1. Februar  | Augustus Hall                                          | US-amerikanischer Politiker                                                              | 46    |       |
| 1. Februar  | Elisha Harris                                          | US-amerikanischer Politiker                                                              | 69    |       |
| 1. Februar  | Joseph Ridgway                                         | US-amerikanischer Politiker                                                              | 77    |       |
| 1. Februar  | Philipp Friedrich Wilhelm Vogt                         | deutsch-schweizerischer Mediziner und Pharmakologe                                       | 71    |       |
| 3. Februar  | Friedrich von Wilczek                                  | österreichischer Beamter und Politiker                                                   | 70    |       |
| 5. Februar  | Pierre Bosquet                                         | französischer General und Marschall von Frankreich                                       | 50    |       |
| 6. Februar  | Caleb Burwell Rowan Kennerly                           | US-amerikanischer Arzt und Naturforscher                                                 |       |       |
| 6. Februar  | Christian Gottlieb Pfretzschner                        | deutscher Pädagoge und Politiker, Direktor der Gewerbeschule und Ehrenbürger von Plauen  | 63    |       |
| 7. Februar  | Eduard Clemens Fechner                                 | deutscher Maler und Graphiker                                                            | 61    |       |
| 7. Februar  | Borys Halpert                                          | polnischer Theaterleiter, Librettist und Musiker                                         |       |       |
| 8. Februar  | Pierre-Bienvenu Noailles                               | französischer katholischer Geistlicher und Ordensgründer                                 | 67    |       |
| 9. Februar  | August Achilles                                        | deutscher Zeichner und Lithograf                                                         | 62    |       |
| 9. Februar  | Karl Otto Ludwig von Arnim                             | deutscher Schriftsteller, Diplomat und Beamter                                           | 81    |       |
| 9. Februar  | Francis Danby                                          | irischer Landschaftsmaler                                                                | 67    |       |
| 9. Februar  | Ignatz Uhrig                                           | deutscher Unternehmer, Brauer und Gastronom                                              | 40    |       |
| 10. Februar | John A. Rockwell                                       | US-amerikanischer Politiker                                                              | 57    |       |
| 12. Februar | Hippolyte Chelard                                      | französischer Komponist                                                                  | 72    |       |
| 13. Februar | William Friedrich von Hammerstein                      | österreichischer General                                                                 | 75    |       |
| 13. Februar | Ernst Pauer                                            | österreichischer evangelisch-lutherischer Geistlicher                                    | 69    |       |
| 13. Februar | John C. Wright                                         | US-amerikanischer Jurist und Politiker                                                   | 77    |       |
| 14. Februar | Friedrich Arends                                       | deutscher Geograph, Wirtschaftswissenschaftler und Kulturhistoriker                      | 78    |       |
| 14. Februar | Francisco Augusto Metrass                              | portugiesischer Maler                                                                    | 36    |       |
| 16. Februar | Karl von der Horst                                     | deutscher Regierungsbeamter und Abgeordneter                                             | 80    |       |
| 16. Februar | Wilhelm Kirchhoff                                      | deutscher Jurist, Dichter und Bürgermeister von Grimmen                                  | 60    |       |
| 16. Februar | Samuel Lovett Waldo                                    | US-amerikanischer Porträtmaler                                                           | 77    |       |
| 16. Februar | Ernst Casimir II. zu Ysenburg und Büdingen             | Zweiter Fürst zu Ysenburg und Büdingen                                                   | 54    |       |
| 17. Februar | Ernst Grünau                                           | deutscher Lehrer                                                                         | 64    |       |
| 18. Februar | Samuel Moore                                           | US-amerikanischer Politiker                                                              | 87    |       |
| 18. Februar | Theodor Mügge                                          | deutscher Autor                                                                          | 58    |       |
| 19. Februar | Syms Covington                                         | Besatzungsmitglied der H.M.S Beagle (1831–1836), Gehilfe und Sekretär von Charles Darwin |       |       |
| 19. Februar | Theodor Rehbenitz                                      | deutscher Maler und Zeichner                                                             | 69    |       |
| 20. Februar | Cornelius Van Wyck Lawrence                            | US-amerikanischer Politiker                                                              | 69    |       |
| 20. Februar | Gustavo Modena                                         | italienischer Bühnenschauspieler und Patriot                                             | 58    |       |
| 20. Februar | Eugène Scribe                                          | französischer Dramatiker und Librettist                                                  | 69    |       |
| 21. Februar | Giovanni Brunelli                                      | italienischer Kardinal                                                                   | 65    |       |
| 21. Februar | Karl Wilhelm von Heideck                               | deutscher Maler                                                                          | 72    |       |
| 21. Februar | Karl Klaunig                                           | deutscher Pädagoge                                                                       | 36    |       |
| 21. Februar | Caspar de Latour                                       | Schweizer Jurist und Politiker                                                           | 34    |       |
| 21. Februar | Lars Levi Læstadius                                    | schwedischer Erweckungsprediger in Lappland                                              | 61    |       |
| 21. Februar | Ernst Rietschel                                        | deutscher Bildhauer des Spätklassizismus                                                 | 56    |       |
| 21. Februar | Alexander von Wulffen                                  | preußischer Generalleutnant und Mitglied des Preußischen Herrenhauses                    | 76    |       |
| 22. Februar | George Sutherland-Leveson-Gower, 2. Duke of Sutherland | britischer Adliger und Politiker, Mitglied des House of Commons                          | 74    |       |
| 23. Februar | Konrad von Cucumus                                     | deutscher Richter und Rechtswissenschaftler                                              | 69    |       |
| 24. Februar | Johann Friedrich Esperstedt                            | deutscher Hoftheaterbeamter                                                              |       |       |
| 25. Februar | Amalie Esperstedt                                      | deutsche Theaterschauspielerin                                                           |       |       |
| 26. Februar | Jacob Best                                             | deutscher Unternehmer und Brauer                                                         | 74    |       |
| 26. Februar | Wojciech Chrzanowski                                   | polnischer General                                                                       | 68    |       |
| 26. Februar | James Madison Hughes                                   | US-amerikanischer Politiker                                                              | 51    |       |
| 27. Februar | Prosper Ludwig                                         | Herzog von Arenberg                                                                      | 75    |       |
| 28. Februar | Friedrich Wilhelm von Schenckendorff                   | preußischer Landrat des Kreises Ruppin                                                   | 66    |       |

## März
| Tag      | Name                                 | Beruf, bekannt als                                                           | Alter | Beleg |
| -------- | ------------------------------------ | ---------------------------------------------------------------------------- | ----- | ----- |
| 1. März  | Gustav Häser                         | deutscher Theaterschauspieler und Opernsänger (Tenor)                        | 46    |       |
| 1. März  | George Washington Hopkins            | US-amerikanischer Politiker                                                  | 57    |       |
| 1. März  | Sigismund Schultes                   | österreichischer Ordensgeistlicher, Abt des Schottenstiftes                  | 59    |       |
| 3. März  | Joseph DuMont                        | deutscher Verleger                                                           | 49    |       |
| 4. März  | August Friedrich Barkow              | deutscher Jurist, Professor der Rechte an der Universität Greifswald         | 70    |       |
| 4. März  | Ippolito Nievo                       | italienischer Autor                                                          | 29    |       |
| 5. März  | Christian Heinrich Ernst Bischoff    | deutscher Mediziner und Pharmakologe                                         | 79    |       |
| 6. März  | Conrad Kreuzer                       | österreichischer Zeichner und Landschaftsmaler                               | 50    |       |
| 8. März  | Heinrich Rudolf Schinz               | Schweizer Zoologe                                                            | 83    |       |
| 10. März | Georg Mojsisovics von Moisvár        | österreichischer Chirurg                                                     | 61    |       |
| 10. März | Taras Schewtschenko                  | ukrainischer Dichter                                                         | 47    |       |
| 12. März | Carl Lossow                          | deutscher Historienmaler                                                     | 25    |       |
| 12. März | Karl Reinhard Müller                 | deutscher Mathematiker, Musiktheoretiker und Ehrenbürger der Stadt Marburg   | 86    |       |
| 12. März | Daniel Heinrich Willy                | deutscher Jurist und Hochschullehrer                                         | 74    |       |
| 14. März | Ebenezer M. Chamberlain              | US-amerikanischer Politiker                                                  | 55    |       |
| 14. März | Louis Niedermeyer                    | französischer Komponist                                                      | 58    |       |
| 15. März | Franz von Ensch                      | österreichischer Generalmajor                                                | 83    |       |
| 16. März | Friedrich Wilhelm Böcker             | deutscher Rechtsmediziner                                                    | 42    |       |
| 16. März | Johann Christoph von Herdegen        | württembergischer Politiker und Finanzminister                               | 73    |       |
| 16. März | Victoire von Sachsen-Coburg-Saalfeld | Mutter der britischen Königin Victoria und die Tante des Prinzgemahls Albert | 74    |       |
| 17. März | Per Conrad Boman                     | schwedischer Komponist                                                       | 56    |       |
| 17. März | Ernst von Heynitz                    | sächsischer Politiker                                                        | 60    |       |
| 17. März | Giovanni Patricolo                   | italienischer Maler                                                          | 71    |       |
| 18. März | William Dunbar                       | US-amerikanischer Politiker                                                  |       |       |
| 18. März | Paolo Ghiringhelli                   | Schweizer Benediktiner und Statthalter                                       | 82    |       |
| 20. März | Detlev von Einsiedel                 | sächsischer Staatsmann                                                       | 87    |       |
| 21. März | Johann Michael Holder                | württembergischer Miniaturmaler und Fotograf                                 | 65    |       |
| 21. März | Joseph zu Salm-Reifferscheidt-Dyck   | deutscher Privatgelehrter und Verfasser botanischer Werke                    | 87    |       |
| 22. März | Catharina Geiger                     | deutsche Malerin, Zeichnerin und Kunstsammlerin                              | 72    |       |
| 22. März | Miguel Lerdo de Tejada               | mexikanischer Politiker                                                      | 48    |       |
| 24. März | George W. Scranton                   | US-amerikanischer Politiker                                                  | 49    |       |
| 26. März | George Fisher                        | US-amerikanischer Jurist und Politiker                                       | 73    |       |
| 26. März | Karl Klunzinger                      | deutscher Pfarrer, Schriftsteller und Heimatforscher                         | 62    |       |
| 27. März | Heinrich Julius Pistorius            | Jurist, pommerscher Kommunalpolitiker, Bürgermeister von Wolgast             | 80    |       |
| 28. März | Carl Haniel                          | deutscher Unternehmer                                                        | 49    |       |
| 28. März | Josef Staudigl                       | österreichischer Bass                                                        | 53    |       |
| 28. März | James Turner                         | US-amerikanischer Politiker                                                  | 77    |       |
| 29. März | Adrianus Catharinus Holtius          | niederländischer Rechtswissenschaftler                                       | 74    |       |
| 29. März | Daniel T. Jones                      | US-amerikanischer Arzt und Politiker                                         | 60    |       |
| 29. März | Ioan Lemeni                          | Bischof von Făgăraș                                                          | 80    |       |
| 30. März | Louis Cordier                        | französischer Geologe                                                        | 83    |       |
| 30. März | Peter Franz Ignaz Deiters            | deutscher Jurist und Mitglied der Frankfurter Nationalversammlung 1848       | 57    |       |
| 31. März | August von Stockhausen               | preußischer Generalleutnant, Kriegsminister                                  | 68    |       |

## April
| Tag       | Name                                          | Beruf, bekannt als                                                                                        | Alter | Beleg |
| --------- | --------------------------------------------- | --- | ----- | ----- |
| 2. April  | Peter Georg Bang                              | dänischer Jurist, Politiker und Minister                                                                  | 63    |       |
| 2. April  | David Alois Schmid                            | Schweizer Maler, Zeichner und Graphiker                                                                   | 70    |       |
| 3. April  | Wilhelm Hugo von Hompesch-Bollheim            | österreichischer Obrist, k. u. k. Kämmerer, Erboberjägermeister, Fideikommissherr sowie Großgrundbesitzer | 60    |       |
| 4. April  | Michael Aigner                                | österreichischer Kupferstecher                                                                            | 55    |       |
| 4. April  | Franz Anton von Kolowrat-Liebsteinsky         | österreichischer Staatsmann                                                                               | 83    |       |
| 4. April  | John McLean                                   | US-amerikanischer Jurist und Politiker                                                                    | 76    |       |
| 4. April  | Heinrich Neumann                              | deutscher Klarinettist                                                                                    | 69    |       |
| 5. April  | Ferdinand Joachimsthal                        | deutscher Mathematiker                                                                                    | 43    |       |
| 6. April  | George McCulloch                              | US-amerikanischer Politiker                                                                               | 69    |       |
| 8. April  | Karl Julius Guyet                             | deutscher Rechtswissenschaftler, Hochschullehrer und Richter                                              | 59    |       |
| 8. April  | Elisha Graves Otis                            | US-amerikanischer Erfinder                                                                                | 49    |       |
| 8. April  | Sebastian Rinz                                | deutscher Stadtgärtner in Frankfurt am Main                                                               | 79    |       |
| 10. April | Édouard Ménétries                             | französischer Entomologe und Zoologe                                                                      | 58    |       |
| 10. April | George Tucker                                 | US-amerikanischer Politiker                                                                               | 85    |       |
| 10. April | Louis-Joseph Vicat                            | französischer Erfinder                                                                                    | 75    |       |
| 12. April | Tytus Działyński                              | polnischer Offizier und Patriot                                                                           | 63    |       |
| 13. April | Felix Mießl                                   | österreichischer Beamter, Bürgermeister von Wiener Neustadt                                               | 82    |       |
| 14. April | Jacques-Félix Jan de La Hamelinaye            | französischer Divisionsgeneral                                                                            | 92    |       |
| 14. April | Friedrich Wilhelm Alexander von Linsingen     | deutscher Diplomat und Hofbeamter                                                                         | 74    |       |
| 14. April | Gabriel Antonio Pereira                       | uruguayischer Politiker und zweimaliger Präsident von Uruguay                                             | 67    |       |
| 14. April | Robert Walter                                 | deutscher Jurist und Politiker                                                                            | 57    |       |
| 15. April | Joseph Chaley                                 | französischer Bau-Ingenieur und Hängebrücken-Pionier                                                      |       |       |
| 15. April | Sylvester Jordan                              | deutsch-österreichischer Jurist und Politiker                                                             | 68    |       |
| 15. April | Joseph Christian Schliz                       | württembergischer Oberamtmann und zeitweiliger Stadtdirektor von Stuttgart                                | 80    |       |
| 16. April | Friedrich von Blittersdorf                    | badischer Beamter                                                                                         | 69    |       |
| 16. April | William Henry                                 | US-amerikanischer Politiker                                                                               | 73    |       |
| 16. April | Andreas von Mersi                             | Tiroler Mathematiker, Rechts- und Staatswissenschaftler                                                   | 81    |       |
| 17. April | Robert Motherby                               | deutscher Arzt, Gutsbesitzer und Parlamentarier                                                           | 53    |       |
| 17. April | Alois Taux                                    | österreichischer Kapellmeister und Komponist                                                              | 43    |       |
| 18. April | Joseph Augenstein                             | badischer Politiker                                                                                       | 60    |       |
| 18. April | August Neithardt                              | deutscher Komponist                                                                                       | 67    |       |
| 19. April | Charles Ashe à Court-Repington                | britischer General und Politiker                                                                          | 75    |       |
| 20. April | Antoine Aymard                                | französischer Generalleutnant der Infanterie                                                              | 87    |       |
| 20. April | Johann Friedrich Möller                       | deutscher evangelischer Geistlicher                                                                       | 71    |       |
| 22. April | Christian Blom                                | norwegischer Komponist                                                                                    | 78    |       |
| 22. April | Johann Heinrich Richartz                      | deutscher Kaufmann und Mäzen                                                                              | 64    |       |
| 23. April | Alexei Petrowitsch Jermolow                   | russischer General und Diplomat; Kriegsheld (1812); Generalgouverneur im Kaukasus                         | 83    |       |
| 23. April | John Wurts                                    | US-amerikanischer Politiker                                                                               | 68    |       |
| 24. April | Daniel D. Barnard                             | US-amerikanischer Jurist und Politiker                                                                    | 63    |       |
| 24. April | Ludwig Crophius                               | österreichischer Zisterzienser                                                                            | 68    |       |
| 24. April | John Hill                                     | US-amerikanischer Politiker                                                                               | 64    |       |
| 24. April | Benjamin Jones                                | US-amerikanischer Politiker (Demokratische Partei)                                                        | 74    |       |
| 24. April | Anna Reuß-Gaudelius                           | deutsche Theaterschauspielerin und Sängerin (Sopran)                                                      | 42    |       |
| 24. April | Gustav Wilhelm Scharlau                       | deutscher Arzt                                                                                            | 51    |       |
| 25. April | Jakob Philipp Fallmerayer                     | Orientalist und Publizist                                                                                 | 70    |       |
| 25. April | Heinrich Velte                                | Landtagsabgeordneter Herzogtum Nassau                                                                     | 78    |       |
| 26. April | John Munroe                                   | US-amerikanischer Soldat                                                                                  |       |       |
| 28. April | Johann Valentin Klein                         | deutscher Theologe, Philosoph, Pädagoge und Bibliothekar                                                  | 74    |       |
| 28. April | Karl Lossen                                   | Hüttenherr und Landtagsabgeordneter                                                                       | 67    |       |
| 28. April | Charles H. Pond                               | US-amerikanischer Politiker und Gouverneur von Connecticut                                                | 80    |       |
| 28. April | Lodoïs de Martin du Tyrac, Comte de Marcellus | französischer Diplomat und Gräzist                                                                        | 66    |       |
| 29. April | Ludwig Becker                                 | deutscher Maler, Wissenschaftler und Erforscher                                                           | 52    |       |
| 29. April | Maximilian von Witzleben                      | deutscher Amtmann                                                                                         | 58    |       |
| 30. April | Anna Zeiner                                   | österreichische Theaterschauspielerin                                                                     | 53    |       |

## Mai
| Tag     | Name                                | Beruf, bekannt als                                                                                           | Alter | Beleg |
| ------- | ----------------------------------- | --- | ----- | ----- |
| 1. Mai  | Michael Martin Lienau               | deutscher Kaufmann und Kommunalpolitiker                                                                     | 75    |       |
| 1. Mai  | Hermann von Werthern                | preußischer Landrat                                                                                          | 50    |       |
| 2. Mai  | Friedrich August Biener             | deutscher Rechtswissenschaftler und Hochschullehrer                                                          | 74    |       |
| 3. Mai  | Anthony Heinrich                    | Komponist der USA                                                                                            | 80    |       |
| 3. Mai  | Albert Schindler                    | österreichischer Maler, Zeichner und Kupferstecher                                                           | 55    |       |
| 3. Mai  | Henry J. Seaman                     | US-amerikanischer Politiker                                                                                  | 56    |       |
| 5. Mai  | Madeleine Nottes                    | deutsche Opernsängerin                                                                                       | 38    |       |
| 7. Mai  | Johann August Stöger                | österreichischer Theaterdirektor und Sänger (Tenor)                                                          | 69    |       |
| 8. Mai  | Gustav Ross                         | deutscher Arzt, Orthopäde und Privatdozent                                                                   | 42    |       |
| 9. Mai  | Ernst von Lasaulx                   | klassischer Philologe, Geschichtsphilosoph und Politiker                                                     | 56    |       |
| 10. Mai | Christian Christoph Andreas Lange   | norwegischer Historiker                                                                                      | 50    |       |
| 12. Mai | Christian Heinrich Hohmann          | fränkischer Komponist, Musikpädagoge und Violinschulverfasser                                                | 50    |       |
| 13. Mai | William Henry Fitton                | irischer Geologe                                                                                             | 81    |       |
| 13. Mai | Wilson Nesbitt                      | US-amerikanischer Politiker                                                                                  |       |       |
| 14. Mai | Francis Russell, 7. Duke of Bedford | britischer Politiker                                                                                         | 73    |       |
| 14. Mai | Hermann Wilhelm Soltau              | deutscher Maler und Graphiker                                                                                | 48    |       |
| 15. Mai | Samuel A. Smith                     | US-amerikanischer Politiker                                                                                  |       |       |
| 16. Mai | John Stevens Henslow                | englischer Botaniker und Geologe                                                                             | 65    |       |
| 18. Mai | August von Ammon                    | deutscher Augenarzt                                                                                          | 61    |       |
| 18. Mai | Johannes Trümpy                     | Schweizer Politiker, Richter und Arzt                                                                        | 63    |       |
| 19. Mai | Ernst Büchner                       | deutscher Mediziner                                                                                          | 74    |       |
| 19. Mai | Carl Anton Henschel                 | deutscher Unternehmer, Oberbergrat und Begründer der Maschinenfabrik Henschel & Sohn in Kassel im Jahre 1817 | 81    |       |
| 19. Mai | Heinrich von Quintus-Icilius        | deutscher Verwaltungsjurist und Politiker                                                                    | 63    |       |
| 20. Mai | Henry Meigs                         | US-amerikanischer Jurist und Politiker                                                                       | 78    |       |
| 20. Mai | Gottlob Friedrich Steinkopf         | deutscher Landschaftsmaler                                                                                   | 82    |       |
| 21. Mai | Christian von Knapp                 | Finanzminister des Königreichs Württemberg                                                                   | 61    |       |
| 21. Mai | Eugen von Mazenod                   | katholischer Heiliger                                                                                        | 78    |       |
| 21. Mai | Alexei Fjodorowitsch Orlow          | russischer General und Staatsmann                                                                            | 74    |       |
| 22. Mai | Godehard Braun                      | deutscher Weihbischof                                                                                        | 62    |       |
| 23. Mai | Samuel Stokely                      | US-amerikanischer Politiker (United States Whig Party)                                                       | 65    |       |
| 24. Mai | Adele Elise Allram                  | österreichische Schauspielerin                                                                               | 34    |       |
| 26. Mai | Karl von Rodt                       | Schweizer Gründer der Freien Evangelischen Gemeinde                                                          | 55    |       |
| 26. Mai | Ludwig Stock                        | deutscher Archivar und Historiker                                                                            | 82    |       |
| 27. Mai | Susanne Schinkel                    | Ehefrau von Karl Friedrich Schinkel (1781–1841)                                                              | 80    |       |
| 27. Mai | Georg Joseph Sidler                 | Schweizer Politiker                                                                                          | 78    |       |
| 28. Mai | Christian Koch                      | deutscher Pädagoge und Philologe                                                                             | 79    |       |
| 29. Mai | August Bercht                       | deutscher Publizist                                                                                          | 70    |       |
| 29. Mai | Joachim Lelewel                     | polnischer Historiker und Freiheitskämpfer                                                                   | 75    |       |
| 29. Mai | Johann Georg Volkart                | Schweizer Kaufmann und Unternehmer                                                                           | 35    |       |
| 30. Mai | Michail Dmitrijewitsch Gortschakow  | Feldmarschall der russischen Armee und Oberbefehlshaber im Krimkrieg                                         | 69    |       |

## Juni
| Tag       | Name                                      | Beruf, bekannt als                                                                     | Alter | Beleg |
| --------- | ----------------------------------------- | -------------------------------------------------------------------------------------- | ----- | ----- |
| 3. Juni   | Stephen A. Douglas                        | US-amerikanischer Politiker                                                            | 48    |       |
| 3. Juni   | Georg Flohr                               | deutscher Musiker und Komponist                                                        | 58    |       |
| 3. Juni   | Richard Saunders Dundas                   | britischer Admiral                                                                     | 59    |       |
| 5. Juni   | Tomás Genovés y Lapetra                   | spanischer Opern- und Zarzuelakomponist                                                | 55    |       |
| 5. Juni   | Georg Wilhelm Franz Wenderoth             | deutscher Botaniker                                                                    | 87    |       |
| 6. Juni   | Camillo Benso von Cavour                  | italienischer Staatsmann und erster Premierminister                                    | 50    |       |
| 6. Juni   | Giuseppe Concone                          | italienischer Gesangsmeister                                                           | 59    |       |
| 6. Juni   | Eberhard von Mylius                       | Jurist und Politiker                                                                   | 47    |       |
| 6. Juni   | Albert Schott                             | württembergischer Jurist und Politiker                                                 | 79    |       |
| 7. Juni   | Patrick Brontë                            | Geistlicher und Autor                                                                  | 84    |       |
| 7. Juni   | Theodor Bülau                             | deutscher Architekt                                                                    | 60    |       |
| 8. Juni   | Nathan Cutler                             | Gouverneur von Maine                                                                   | 86    |       |
| 9. Juni   | Carl Axel Löwenhielm                      | schwedischer Militär, Diplomat und Minister                                            | 88    |       |
| 10. Juni  | Bernhard Heinrich Frister                 | deutscher Politiker und Bürgermeister der Hansestadt Lübeck                            | 82    |       |
| 10. Juni  | Leo Victor Felix Henckel von Donnersmarck | preußischer Kammerherr und Geheimer Regierungsrat                                      | 75    |       |
| 10. Juni  | José Cayetano Heredia                     | peruanischer Mediziner                                                                 | 63    |       |
| 10. Juni  | George May Keim                           | US-amerikanischer Politiker                                                            | 56    |       |
| 10. Juni  | Theodore Winthrop                         | US-amerikanischer Autor                                                                | 32    |       |
| 11. Juni  | August Schnitzler                         | deutscher Unternehmer                                                                  | 66    |       |
| 13. Juni  | Johann August Mau                         | deutscher evangelischer Theologe                                                       | 84    |       |
| 14. Juni  | Ludwig von Mühlenfels                     | deutscher Jurist, Literaturhistoriker, Oberappellationsgerichtsrat und Reichskommissar | 67    |       |
| 15. Juni  | Robert Friedrich Froriep                  | deutscher Anatom                                                                       | 57    |       |
| 15. Juni  | Josef Wartinger                           | österreichischer Archivar                                                              | 88    |       |
| 15. Juni  | Ferdinand von Werder                      | preußischer Generalleutnant                                                            | 76    |       |
| 15. Juni  | Joseph R. Williams                        | US-amerikanischer Politiker                                                            | 52    |       |
| 16. Juni  | Nathanael G. Pendleton                    | US-amerikanischer Politiker (United States Whig Party)                                 | 67    |       |
| 17. Juni  | Johann Wilhelm Heinrich Conradi           | deutscher Mediziner                                                                    | 80    |       |
| 17. Juni  | Lott Warren                               | US-amerikanischer Politiker                                                            | 63    |       |
| 18. Juni  | Eaton Hodgkinson                          | englischer Mathematiker und Ingenieur                                                  | 72    |       |
| 19. Juni  | Peter Friedrich Conerus                   | Bürgermeister der Stadt Norden                                                         |       |       |
| 19. Juni  | Louis-Eugène Favre                        | Schweizer Politiker und Richter                                                        | 45    |       |
| 20. Juni  | Ferdinand von Augustin                    | österreichischer Feldmarschallleutnant und Reiseschriftsteller                         | 53    |       |
| 21. Juni  | Jean-Marc Mousson                         | Schweizer Bundeskanzler                                                                | 85    |       |
| 21. Juni  | Ludwig Preller                            | deutscher Altphilologe                                                                 | 51    |       |
| 21. Juni  | Philipp Sicherer                          | deutscher Arzt, Gründer der Gräßle-Gesellschaft                                        | 58    |       |
| 22. Juni  | Johann Paul Kaltenbaeck                   | österreichischer Geschichtsforscher                                                    | 57    |       |
| 22. Juni  | George Peter                              | US-amerikanischer Politiker                                                            | 81    |       |
| 23. Juni  | Balthasar Gerland                         | kurhessischer Generalmajor und Regimentskommandeur                                     | 66    |       |
| 23. Juni  | Wilhelm Lachmann                          | deutscher Arzt, Naturforscher und Gründer des braunschweigischen Blindeninstituts      | 59    |       |
| 24. Juni  | John Campbell, 1. Baron Campbell          | britischer Politiker, Mitglied des House of Commons und Jurist                         | 81    |       |
| 25. Juni  | Abdülmecid I.                             | Sultan des Osmanischen Reiches                                                         | 38    |       |
| 25. Juni  | Felix Schadow                             | deutscher Maler                                                                        | 42    |       |
| 25. Juni  | Andreas von Stifft                        | österreichischer Ökonom und Politiker                                                  |       |       |
| 25. Juni  | William L. Storrs                         | US-amerikanischer Politiker                                                            | 66    |       |
| 26. Juni  | Louise Antonini                           | französische Piratin und Soldatin                                                      | 90    |       |
| 26. Juni  | Philipp von Krauß                         | österreichischer Finanzminister                                                        | 69    |       |
| 26. Juni  | Gayton P. Osgood                          | US-amerikanischer Politiker                                                            | 63    |       |
| 26. Juni  | John Holmes Prentiss                      | US-amerikanischer Politiker                                                            | 77    |       |
| 26. Juni  | Pavel Jozef Šafárik                       | slowakischer Wissenschaftler und Dichter                                               | 66    |       |
| 29. Juni  | Elizabeth Barrett Browning                | englische Dichterin                                                                    | 55    |       |
| 30. Juni  | Robert O’Hara Burke                       | Expeditionsleiter der ersten Süd-Nord-Durchquerung Australiens                         |       |       |
| 30. Juni  | Friedrich Wilhelm Roetig                  | deutscher Uhrmacher                                                                    | 79    |       |
| Juni      | Johann Heinrich Fischer                   | Schweizer Gastwirt und Politiker                                                       |       |       |
| Juni      | Henry Gray                                | britischer Anatom, Chirurg und Autor                                                   |       |       |
| Ende Juni | William John Wills                        | englischer Landvermesser                                                               | 27    |       |

## Juli
| Tag      | Name                                     | Beruf, bekannt als                                                                     | Alter | Beleg |
| -------- | ---------------------------------------- | -------------------------------------------------------------------------------------- | ----- | ----- |
| 1. Juli  | Bernhard Beer                            | Gelehrter                                                                              | 59    |       |
| 2. Juli  | James Abercrombie                        | US-amerikanischer Rechtsanwalt, Richter und Politiker                                  | 69    |       |
| 2. Juli  | Karl Heinrich Adelbert Lipsius           | deutscher evangelischer Theologe und Pädagoge; Rektor der Thomasschule zu Leipzig      | 56    |       |
| 2. Juli  | August Tilling                           | kurländischer Jurist                                                                   | 64    |       |
| 3. Juli  | Alexander von François                   | Landrat des Kreises Demmin                                                             | 48    |       |
| 3. Juli  | Franz von Schönberg                      | deutscher Kammerherr und Rittergutsbesitzer                                            | 66    |       |
| 4. Juli  | Heinrich von Pechmann                    | deutscher Architekt und Wasserbauingenieur                                             | 87    |       |
| 4. Juli  | Francisco del Rosario Sánchez            | dominikanischer Politiker                                                              | 44    |       |
| 5. Juli  | Wilhelm Herbig                           | deutscher Maler                                                                        | 74    |       |
| 5. Juli  | Christian Enoch Wiesener                 | deutscher evangelisch-lutherischer Geistlicher und Dichter                             | 62    |       |
| 6. Juli  | August Friedrich Gfrörer                 | Historiker und Abgeordneter der Frankfurter Nationalversammlung                        | 58    |       |
| 6. Juli  | Francis Palgrave                         | britischer Geschichtsforscher                                                          |       |       |
| 7. Juli  | John Willis Ellis                        | US-amerikanischer Politiker                                                            | 40    |       |
| 7. Juli  | Valentin von Siebeneicher                | österreichischer Generalmajor                                                          | 78    |       |
| 8. Juli  | Friedrich Becker                         | Unternehmer und Abgeordneter                                                           | 43    |       |
| 8. Juli  | Balthasar von Simunich                   | österreichischer General                                                               | 76    |       |
| 9. Juli  | William H. Hammett                       | US-amerikanischer Politiker                                                            | 62    |       |
| 11. Juli | George Jacobus Johannes van Os           | niederländischer Maler                                                                 | 78    |       |
| 11. Juli | Tieleman Franciscus Suys                 | flämischer Architekt                                                                   | 78    |       |
| 11. Juli | Marcus Tönsen                            | deutscher Theologe und Rechtswissenschaftler                                           | 88    |       |
| 13. Juli | Jan Ackersdijck                          | niederländischer Jurist, Statistiker und Staatsökonom                                  | 70    |       |
| 13. Juli | James Hopkins Adams                      | Gouverneur von South Carolina                                                          | 49    |       |
| 13. Juli | Robert Selden Garnett                    | US-amerikanischer Offizier der US-Armee, General der Konföderierten im Bürgerkrieg     | 41    |       |
| 13. Juli | Henry King                               | US-amerikanischer Politiker                                                            | 71    |       |
| 13. Juli | David Meldola                            | Chasan (Kantor)                                                                        |       |       |
| 13. Juli | Karl Nietzki                             | deutscher evangelischer Theologe und Schriftsteller                                    | 48    |       |
| 14. Juli | Nathan Appleton                          | US-amerikanischer Politiker                                                            | 81    |       |
| 14. Juli | Alfred von Croÿ                          | spanischer Grande und deutscher Standesherr, Unternehmer und Politiker                 | 71    |       |
| 14. Juli | Joshua Jewett                            | US-amerikanischer Politiker                                                            | 45    |       |
| 14. Juli | Frédéric de Lafresnaye                   | französischer Ornithologe und Entomologe                                               | 77    |       |
| 14. Juli | Franz Raffelsperger                      | österreichischer Geograph, Kartograph und Beamter                                      |       |       |
| 15. Juli | Adam Jerzy Czartoryski                   | russischer Außenminister und Regierungschef der polnischen Revolutionsregierung (1830) | 91    |       |
| 16. Juli | Margarethe Bernbrunn                     | deutsche Sopranistin, Schauspielerin und Schriftstellerin                              | 72    |       |
| 16. Juli | Ludwig Pernice                           | deutscher Rechtsgelehrter und Kurator in Halle                                         | 62    |       |
| 16. Juli | Johann Stefan Raffeiner                  | österreichisch-US-amerikanischer Missionar                                             | 75    |       |
| 17. Juli | James Bland                              | englischer Opernsänger (Tenor)                                                         | 63    |       |
| 18. Juli | Johann Ludwig Choulant                   | deutscher Medizinhistoriker und Arzt                                                   | 69    |       |
| 18. Juli | Karl von Gärttner                        | württembergischer Beamter                                                              | 72    |       |
| 19. Juli | Eduard Crusius                           | deutscher Pfarrer, Schriftsteller und Historiker                                       | 64    |       |
| 19. Juli | Michael Kahn                             | deutscher Industrieller                                                                | 63    |       |
| 19. Juli | Michele Tenore                           | italienischer Botaniker                                                                | 81    |       |
| 20. Juli | Jacobus Everhardus Josephus van den Berg | niederländischer Maler und Kunstpadagoge                                               | 58    |       |
| 20. Juli | Rudolf Sigmund von Holzschuher           | deutscher Jurist und Politiker                                                         | 84    |       |
| 20. Juli | Ferdinand Wachter                        | deutscher Historiker und Hochschullehrer                                               | 67    |       |
| 21. Juli | Francis Stebbins Bartow                  | US-amerikanischer Jurist, Politiker und Offizier in der Konföderiertenarmee            | 44    |       |
| 21. Juli | Johann Konrad Oertli                     | Schweizer Politiker, Arzt und Journalist                                               | 44    |       |
| 22. Juli | Barnard Elliott Bee                      | General der Konföderierten Staaten von Amerika im Amerikanischen Bürgerkrieg           | 37    |       |
| 22. Juli | Gregor Wilhelm Nitzsch                   | Philologe                                                                              | 70    |       |
| 23. Juli | Ernst Baedeker                           | deutscher Verleger                                                                     | 27    |       |
| 24. Juli | Cornelis Lieste                          | niederländischer Landschaftsmaler und Lithograf                                        | 43    |       |
| 25. Juli | Jonas Furrer                             | Schweizer Politiker                                                                    | 56    |       |
| 25. Juli | August Uhde                              | deutscher Astronom, Mathematiker und Hochschullehrer                                   | 54    |       |
| 25. Juli | Carl Vasquez-Pinas von Löwenthal         | österreichischer Kartograf                                                             | 63    |       |
| 28. Juli | Sullivan Ballou                          | US-amerikanischer Anwalt, Politiker und Major der Nordstaaten im Sezessionskrieg       | 32    |       |
| 28. Juli | Wilhelm Girtanner                        | deutscher Rechtswissenschaftler                                                        | 38    |       |
| 28. Juli | Christoph Trefurt                        | badischer Jurist und Politiker                                                         | 71    |       |
| 29. Juli | Wilhelm Drumann                          | deutscher Historiker                                                                   | 75    |       |
| 31. Juli | Joseph von Weittenhiller                 | Präsident der österreichischen Nationalbank                                            | 74    |       |

## August
| Tag        | Name                                     | Beruf, bekannt als                                                                         | Alter | Beleg |
| ---------- | ---------------------------------------- | ------------------------------------------------------------------------------------------ | ----- | ----- |
| 1. August  | Johann Philipp Abresch                   | deutscher Demokrat                                                                         | 57    |       |
| 2. August  | Aaron Clark                              | US-amerikanischer Politiker                                                                | 73    |       |
| 2. August  | William Harrison Dimmick                 | US-amerikanischer Politiker                                                                | 45    |       |
| 2. August  | Sidney Herbert, 1. Baron Herbert of Lea  | britischer Politiker, Mitglied des House of Commons, Unterstützer der Florence Nightingale | 50    |       |
| 4. August  | Joseph Trumbull                          | Anwalt und Gouverneur von Connecticut                                                      | 78    |       |
| 5. August  | Josef von Althann                        | preussisch-österreichischer Gutsbesitzer und Politiker                                     | 63    |       |
| 8. August  | Maximilian von Ditfurth                  | kurhessischer Offizier und Militärhistoriker, Mitglied der kurhessischen Ständeversammlung | 55    |       |
| 9. August  | Adolf zu Löwenstein-Wertheim-Freudenberg | deutscher Adliger, Chef des Hauses Löwenstein-Wertheim-Freudenberg                         | 55    |       |
| 9. August  | Vincent Novello                          | englischer Musiker und Musikverleger                                                       | 79    |       |
| 10. August | Nathaniel Lyon                           | General des Amerikanischen Bürgerkrieges                                                   | 43    |       |
| 10. August | Friedrich Julius Stahl                   | deutscher Rechtsphilosoph, Jurist, Politiker                                               | 59    |       |
| 10. August | Richard Hanson Weightman                 | US-amerikanischer Politiker                                                                | 44    |       |
| 11. August | Catherine Hayes                          | irische Opernsängerin                                                                      | 42    |       |
| 11. August | Louis Wenger                             | Schweizer Architekt und Politiker (FDP)                                                    | 52    |       |
| 12. August | John McNair                              | US-amerikanischer Politiker                                                                | 61    |       |
| 13. August | Thomas Witlam Atkinson                   | englischer Reiseschriftsteller                                                             | 62    |       |
| 15. August | Adolphe Dumas                            | französischer Dichter, Dramatiker und Provenzalist                                         | 55    |       |
| 16. August | Johann Heinrich Hintze                   | deutscher Maler                                                                            | 61    |       |
| 16. August | Johann Friedrich Hohlfeld                | deutscher Politiker, Redakteur und Verleger, MdNV, MdL                                     | 52    |       |
| 16. August | Ranavalona I.                            | Herrscherin der Merina, Madagaskar                                                         |       |       |
| 17. August | Alcée Louis la Branche                   | US-amerikanischer Politiker                                                                |       |       |
| 17. August | Johann David Passavant                   | deutscher Maler und Kunsthistoriker                                                        | 73    |       |
| 17. August | Giacomo Piccolomini                      | Kardinal der katholischen Kirche                                                           | 66    |       |
| 18. August | Jonker Afrikaner                         | Kaptein der ǃGû-ǃgôun                                                                      |       |       |
| 18. August | Johann Wilhelm Ebel                      | deutscher Theologe                                                                         | 77    |       |
| 18. August | Ignaz von Kürsinger                      | österreichischer Beamter, Schriftsteller, Topograf und Bergsteiger                         | 65    |       |
| 18. August | Franz Ferdinand Schiller                 | österreichischer Montanbeamter                                                             | 88    |       |
| 19. August | Karl Christian Friedrich Ulbricht        | Graveur                                                                                    | 48    |       |
| 20. August | John Thomas Quekett                      | britischer Mediziner                                                                       | 46    |       |
| 20. August | Heinrich Friedrich Wedemeyer             | Göttinger Galanteriewarenhändler, Porzellan- und Glasmaler                                 | 77    |       |
| 21. August | Josef Kastan                             | österreichischer Baumeister                                                                | 66    |       |
| 22. August | Xianfeng                                 | Kaiser von China                                                                           | 30    |       |
| 23. August | Heinrich Gentner                         | deutscher Heimatforscher                                                                   | 42    |       |
| 23. August | Carl Friedrich August Naber              | niederländischer Orgelbauer deutscher Herkunft                                             | 64    |       |
| 23. August | Friedrich Windischmann                   | deutscher katholischer Theologe und Philologe                                              | 49    |       |
| 24. August | Pierre Berthier                          | französischer Geologe und Mineraloge                                                       | 79    |       |
| 24. August | Karl August Milde                        | preußischer Unternehmer und Politiker                                                      | 55    |       |
| 24. August | Adolf Eduard von Thile                   | preußischer General der Infanterie                                                         | 77    |       |
| 26. August | Johan Fredrik Berwald                    | schwedischer Komponist                                                                     | 73    |       |
| 28. August | William Lyon Mackenzie                   | schottisch-kanadischer Politiker und 1834 erster Bürgermeister Torontos                    | 66    |       |
| 29. August | Franz Gläser                             | österreichischer Opernkomponist und Kapellmeister                                          | 63    |       |
| 30. August | John Francis                             | englischer Bildhauer                                                                       | 81    |       |
| 31. August | James Adams Stallworth                   | US-amerikanischer Rechtsanwalt und Politiker                                               | 39    |       |
| 31. August | Johann Georg Wolff                       | deutscher Architekt und Stadtbaumeister                                                    | 72    |       |

## September
| Tag           | Name                                                | Beruf, bekannt als                                                                             | Alter | Beleg |
| ------------- | --------------------------------------------------- | ---------------------------------------------------------------------------------------------- | ----- | ----- |
| 1. September  | Maximiliane von Blittersdorf                        | deutsche Pianistin                                                                             | 58    |       |
| 2. September  | Werner von der Schulenburg-Wolfsburg                | deutscher Gutsbesitzer und Politiker                                                           | 69    |       |
| 3. September  | Ernest Augustus Edgcumbe, 3. Earl of Mount Edgcumbe | britischer Adliger und Politiker, Mitglied des House of Commons                                | 64    |       |
| 3. September  | Christian Heinrich Tramm                            | deutscher Architekt                                                                            | 42    |       |
| 3. September  | Trijntje Pieters Westra                             | niederländische Eisschnellläuferin                                                             | 77    |       |
| 5. September  | Georg Liegel                                        | Pomologe und Pharmazeut                                                                        |       |       |
| 6. September  | Karl Neugeboren                                     | siebenbürgischer Jurist und Historiker                                                         | 72    |       |
| 6. September  | Jacob von der Lippe Parelius der Jüngere            | norwegischer Theologe                                                                          | 79    |       |
| 6. September  | Eduard Rosenhain                                    | deutscher Komponist und Hochschullehrer                                                        | 42    |       |
| 7. September  | Willie Person Mangum                                | US-amerikanischer Politiker                                                                    | 69    |       |
| 10. September | Ben Caunt                                           | britischer Boxer                                                                               | 46    |       |
| 10. September | Henry Graybill Lamar                                | US-amerikanischer Politiker                                                                    | 63    |       |
| 11. September | Karl Gottlieb Anton                                 | deutscher Altphilologe                                                                         | 83    |       |
| 11. September | George N. Briggs                                    | US-amerikanischer Politiker                                                                    | 65    |       |
| 11. September | Zacharias Dase                                      | deutscher Schnellrechner und Mathematiker                                                      | 37    |       |
| 13. September | Valentin Anton Noodt                                | deutscher Offizier in den Befreiungskriegen und evangelisch-lutherischer Geistlicher           | 74    |       |
| 13. September | Toussaint Poisson                                   | französischer Komponist und Musikpädagoge                                                      |       |       |
| 14. September | Karl Ludwig Kannegießer                             | deutscher Romanist und Übersetzer                                                              | 80    |       |
| 14. September | Fortunato Santini                                   | italienischer Geistlicher, Komponist und Musiksammler                                          | 84    |       |
| 16. September | Julius Deuschle                                     | deutscher Gymnasiallehrer und Philosophiehistoriker                                            | 32    |       |
| 16. September | Theodoor Willem Johannes Juynboll                   | niederländischer reformierter Theologe und orientalischer Philologe                            | 59    |       |
| 17. September | Hermann Friedrich Wilhelm Hinrichs                  | deutscher Philosoph und evangelischer Theologe                                                 |       |       |
| 17. September | Rodolphe Weck-Bussy                                 | Schweizer Politiker und Staatsrat des Kantons Freiburg                                         | 35    |       |
| 18. September | Georg Felber                                        | Schweizer Politiker                                                                            | 56    |       |
| 18. September | Georg Geisenhof                                     | deutscher Mönch und Autor                                                                      | 80    |       |
| 18. September | Jan Müller                                          | oberster Verwalter der Herrschaft Nachod, Chronist, Verfasser einer Autobiografie              |       |       |
| 20. September | Henry Francis Fynn                                  | englischer Reisender und Händler                                                               | 58    |       |
| 20. September | Maximilien Simon                                    | französischer Komponist und Staatsbediensteter                                                 | 64    |       |
| 22. September | Rose Chéri                                          | französische Schauspielerin                                                                    | 36    |       |
| 22. September | Carl Friedrich Göschel                              | preußischer Kirchenjurist und philosophisch-theologischer Schriftsteller der Hegelschen Schule | 76    |       |
| 22. September | James G. Hampton                                    | US-amerikanischer Politiker                                                                    | 47    |       |
| 22. September | Ernst Friedrich Zwirner                             | deutscher Architekt, Kölner Dombaumeister                                                      | 59    |       |
| 23. September | Therese Brunsvik                                    | ungarische Gräfin, Vertraute Beethovens und Gründerin der Kindergärten in Ungarn               | 86    |       |
| 23. September | Friedrich Christoph Schlosser                       | deutscher Historiker                                                                           | 84    |       |
| 24. September | Christoph Flach                                     | deutscher Richter                                                                              | 72    |       |
| 24. September | Angelo Ramazzotti                                   | italienischer Bischof und designierter Kardinal der römisch-katholischen Kirche                | 61    |       |
| 25. September | Julius Theodor Schmidt                              | deutscher Politiker                                                                            | 47    |       |
| 26. September | Joseph von Barco                                    | österreichischer Feldmarschalleutnant                                                          | 63    |       |
| 26. September | Friedrich Bernhard Adam Groß                        | deutscher Architekt und württembergischer Oberbaurat sowie Referent                            | 78    |       |
| 26. September | David Lederer                                       | deutscher Bierbrauer und Politiker                                                             | 60    |       |
| 28. September | Amanz Kaspar Affolter                               | Schweizer Jurist und Politiker                                                                 | 36    |       |
| 29. September | Tekla Bądarzewska                                   | polnische Musikerin                                                                            |       |       |
| 29. September | Friedrich Everhard von Mering                       | deutscher Historiker                                                                           | 62    |       |
| 29. September | Alexandre Abel de Pujol                             | französischer Historienmaler                                                                   | 76    |       |
| 30. September | Joaquín María Ferrer Cafranga                       | Ministerpräsident von Spanien                                                                  | 83    |       |

## Oktober
| Tag         | Name                                       | Beruf, bekannt als                                                      | Alter | Beleg |
| ----------- | ------------------------------------------ | ----------------------------------------------------------------------- | ----- | ----- |
| 1. Oktober  | John Scott                                 | US-amerikanischer Politiker                                             | 76    |       |
| 3. Oktober  | Christian Friedrich Callisen               | evangelisch-lutherischer Theologe, Generalsuperintendent von Schleswig  | 84    |       |
| 5. Oktober  | Kinsley S. Bingham                         | US-amerikanischer Politiker                                             | 52    |       |
| 5. Oktober  | Antoni Melchior Fijałkowski                | Erzbischof in Warschau                                                  | 83    |       |
| 5. Oktober  | Matthias Ward                              | US-amerikanischer Politiker                                             | 55    |       |
| 9. Oktober  | Dieterich von Bocholtz                     | deutscher Rittergutsbesitzer und Parlamentarier                         | 64    |       |
| 10. Oktober | Franziska Batthyány                        | österreich-ungarische Adlige                                            | 77    |       |
| 10. Oktober | Joseph Healy                               | US-amerikanischer Politiker                                             | 85    |       |
| 10. Oktober | Joseph von Münch-Bellinghausen             | hessischer Richter und Abgeordneter des Großherzogtums Hessen           | 60    |       |
| 11. Oktober | Elizabeth Conyngham, Countess of Conyngham | Mätresse von König Georg IV. von Großbritannien                         | 92    |       |
| 11. Oktober | Karl Friedrich Weber                       | deutscher Klassischer Philologe                                         | 67    |       |
| 11. Oktober | Friedrich Georg Christian von Wichmann     | deutscher Offizier und Prinzenerzieher                                  | 82    |       |
| 11. Oktober | Carl Ludwig Wilpert                        | deutsch-baltischer evangelisch-lutherischer Geistlicher                 | 76    |       |
| 12. Oktober | Anton Kalcher                              | österreichischer Goldschmied und Medailleur                             | 61    |       |
| 12. Oktober | Christian Wurm                             | deutscher Gymnasiallehrer, Schriftsteller, Philologe und Lexikograf     | 60    |       |
| 13. Oktober | Wilhelm Gayling von Altheim                | badischer General der Kavallerie, Gouverneur der Bundesfestung Rastatt  | 75    |       |
| 13. Oktober | Thaddäus von Lanner                        | österreichischer Guts- und Fabriksbesitzer und Politiker                | 70    |       |
| 15. Oktober | William A. Lake                            | US-amerikanischer Politiker                                             | 53    |       |
| 18. Oktober | Michael Koller                             | deutscher Arzt und Abgeordneter                                         | 52    |       |
| 18. Oktober | John M. Landrum                            | US-amerikanischer Politiker                                             | 46    |       |
| 19. Oktober | Thomas Wildey                              | englischer Handwerker und Gründer des Odd Fellow – Ordens (I.O.O.F.)    | 79    |       |
| 20. Oktober | William Woodbridge                         | US-amerikanischer Politiker                                             | 81    |       |
| 21. Oktober | Edward Dickinson Baker                     | US-amerikanischer Politiker                                             | 50    |       |
| 22. Oktober | Georg Gottlob von Gutbrod                  | Oberbürgermeister von Stuttgart                                         | 70    |       |
| 22. Oktober | Johann Michael Knapp                       | deutscher Architekt                                                     | 70    |       |
| 23. Oktober | Jorge Córdova                              | bolivianischer Staatspräsident                                          | 39    |       |
| 23. Oktober | Rudolf Leubuscher                          | deutscher Arzt, Pathologe, Psychologe und Psychiater                    | 39    |       |
| 23. Oktober | José María Linares                         | bolivianischer Präsident                                                | 53    |       |
| 24. Oktober | Elise Frösslind                            | schwedische Opernsängerin und Schauspielerin                            | 68    |       |
| 25. Oktober | Gotthard Emanuel von Aderkas               | deutsch-baltischer Diplomat und Verwaltungsbeamter                      | 87    |       |
| 25. Oktober | James Robert George Graham                 | britischer Politiker, Mitglied des House of Commons                     | 69    |       |
| 25. Oktober | Friedrich Carl von Savigny                 | deutscher Rechtsgelehrter und Rechtshistoriker                          | 82    |       |
| 26. Oktober | John I. Slingerland                        | US-amerikanischer Politiker                                             | 57    |       |
| 27. Oktober | Caspar von Siebold                         | deutscher Gynäkologe                                                    | 60    |       |
| 28. Oktober | Edwin James                                | US-amerikanischer Botaniker, Geologe, Sachbuchautor und Bibelübersetzer | 64    |       |
| 28. Oktober | Iwan Sawwitsch Nikitin                     | russischer Lyriker                                                      | 37    |       |
| 28. Oktober | Joseph Rudolf Schuegraf                    | Historiker und Mundartforscher                                          | 71    |       |
| 29. Oktober | Gottlob Heinrich Bergmann                  | deutscher Psychiater                                                    | 80    |       |
| 29. Oktober | Franz Xaver Zenner                         | Generalvikar und Weihbischof der Erzdiözese Wien                        | 66    |       |

## November
| Tag          | Name                                | Beruf, bekannt als                                                                | Alter | Beleg |
| ------------ | ----------------------------------- | --------------------------------------------------------------------------------- | ----- | ----- |
| 1. November  | Elisabeth Dermer                    | österreichische Opernsängerin                                                     | 56    |       |
| 1. November  | Joseph Emerich                      | deutscher Schultheiß und Politiker                                                | 60    |       |
| 1. November  | Eduard von Glöden                   | mecklenburgischer Freimaurer und Kunstsammler                                     | 60    |       |
| 1. November  | Oldwig von Natzmer                  | preußischer General                                                               | 79    |       |
| 1. November  | Joseph Whitehill                    | US-amerikanischer Farmer und Politiker                                            | 74    |       |
| 4. November  | Paul Uhle                           | deutscher Pathologe                                                               | 34    |       |
| 5. November  | Balthasar Beemelmanns               | preußischer Bürgermeister und Politiker                                           | 50    |       |
| 5. November  | Gustav Knoch                        | deutscher Fabrikant und Politiker                                                 | 45    |       |
| 6. November  | Joseph Heicke                       | österreichischer Landschaftsmaler                                                 | 50    |       |
| 6. November  | Jordaki Wassilko von Serecki        | österreichischer Politiker                                                        | 66    |       |
| 8. November  | Josiah M. Anderson                  | US-amerikanischer Politiker                                                       | 53    |       |
| 8. November  | Moses Präger                        | deutscher Rabbiner und Autor                                                      | 44    |       |
| 10. November | James Cumming                       | englischer Chemiker                                                               | 84    |       |
| 10. November | Ferdinand von Grabowski             | preußischer Generalleutnant, Kommandant der Festung Wesel                         | 74    |       |
| 10. November | Isidore Geoffroy Saint-Hilaire      | französischer Zoologe und Ethologe                                                | 55    |       |
| 10. November | Moritz Schreber                     | deutscher Arzt, Pädagoge und Hochschullehrer                                      | 53    |       |
| 11. November | Johann Joseph Müller                | Schweizer Politiker, Herausgeber und Journalist                                   | 46    |       |
| 11. November | Peter V.                            | König von Portugal                                                                | 24    |       |
| 12. November | Albert Dufour-Féronce               | deutscher Kaufmann und Bankier                                                    | 62    |       |
| 13. November | Arthur Hugh Clough                  | britischer Schriftsteller                                                         | 42    |       |
| 13. November | Heinrich Ferdinand Schuberth        | deutscher Ingenieur                                                               |       |       |
| 14. November | Antun Mihanović                     | Autor der kroatischen Nationalhymne                                               | 65    |       |
| 15. November | Joel Barlow Sutherland              | US-amerikanischer Politiker                                                       | 69    |       |
| 16. November | Georg Wilhelm Freytag               | deutscher Orientalist                                                             | 73    |       |
| 17. November | Eduard Herrmann Volkmar Ficker      | sächsischer Theologe                                                              | 60    |       |
| 17. November | John Robert Godley                  | Gründer der Kolonie Canterbury in Neuseeland                                      | 47    |       |
| 17. November | George Gurnett                      | kanadischer Journalist, Politiker und Bürgermeister                               |       |       |
| 17. November | Giusto Recanati                     | italienischer Ordensgeistlicher und Kardinal                                      | 72    |       |
| 20. November | Christian Friedrich Brendel         | deutscher Bergingenieur                                                           | 84    |       |
| 20. November | Karl August Groos                   | deutscher evangelischer Geistlicher, Herausgeber von Liedsammlungen und Komponist | 72    |       |
| 20. November | Louis Albert Necker                 | Schweizer Kristallograph, Geologe, Zoologe und Tagsatzungsgesandter               | 75    |       |
| 20. November | Pierre Frédéric Sarrus              | französischer Mathematiker                                                        | 63    |       |
| 21. November | Ludwig Emil August Duysing          | deutscher Jurist und Präsident des Oberappelationsgerichts Kassel                 | 76    |       |
| 21. November | Johannes Horkel                     | deutscher Philologe und Schulleiter                                               | 41    |       |
| 21. November | Jean Baptiste Henri Lacordaire      | französischer Dominikaner, Prediger und Theologe                                  | 59    |       |
| 21. November | Peter Martin Pirquet von Cesenatico | österreichischer Feldzeugmeister                                                  | 80    |       |
| 23. November | Wilhelm von Harnier                 | deutscher Afrikaforscher                                                          |       |       |
| 24. November | Ferdinand von Eckstein              | dänischer Schriftsteller und französischer Beamter                                | 71    |       |
| 24. November | Dietrich Martin Luther              | deutschbaltischer Kaufmann, Notar, Verleger und Journalist                        | 89    |       |
| 24. November | David Abel Russell                  | US-amerikanischer Jurist und Politiker                                            |       |       |
| 25. November | Jeanette Wohl                       | deutsche Freundin und Korrespondentin Ludwig Börnes                               | 78    |       |
| 26. November | Wilhelm Hensel                      | deutscher Maler und Porträtist                                                    | 67    |       |
| 27. November | Anne Bignan                         | französischer Schriftsteller und Übersetzer                                       | 66    |       |
| 27. November | John Goddard Watmough               | US-amerikanischer Politiker                                                       | 67    |       |
| 28. November | Manuel Antônio de Almeida           | brasilianischer Dichterarzt                                                       | 30    |       |
| 28. November | Robert Führer                       | böhmischer Kirchenmusiker und Komponist                                           | 54    |       |
| 28. November | August von Geyso                    | deutscher Politiker                                                               | 59    |       |
| 28. November | Richard M. Young                    | US-amerikanischer Jurist und Politiker                                            | 63    |       |
| 29. November | Silas Condit                        | US-amerikanischer Politiker                                                       | 83    |       |
| 29. November | Nikolai Alexandrowitsch Dobroljubow | russischer Literat und revolutionärer Demokrat                                    | 25    |       |
| 30. November | Theodor Mundt                       | deutscher Schriftsteller                                                          | 53    |       |
| 30. November | Julius Rudolf von der Osten         | deutscher Verwaltungsbeamter und Rittergutsbesitzer                               | 60    |       |

## Dezember
| Tag          | Name                                         | Beruf, bekannt als                                                                  | Alter | Beleg |
| ------------ | -------------------------------------------- | ----------------------------------------------------------------------------------- | ----- | ----- |
| 1. Dezember  | Friedrich von Schäffer-Bernstein             | General der Infanterie und Kriegsminister Großherzogtum Hessen                      | 70    |       |
| 2. Dezember  | Friedrich von der Decken                     | mecklenburgischer Gutsbesitzer und Politiker                                        | 70    |       |
| 2. Dezember  | Lewis Gompertz                               | Tierschützer und Erfinder eines Handkurbel-Antriebes für Draisinen                  |       |       |
| 3. Dezember  | Heinrich Geffcken                            | Hamburger Senator und Kaufmann                                                      | 69    |       |
| 3. Dezember  | David Gray                                   | schottischer Dichter                                                                | 23    |       |
| 4. Dezember  | José María Bustamante                        | mexikanischer Komponist                                                             | 84    |       |
| 4. Dezember  | Julius Hintz                                 | deutscher Landschafts- und Marinemaler                                              |       |       |
| 5. Dezember  | Johann Nikolaus Conrad Götze                 | Musikdirektor und Chorrepetitor am großherzoglichen Hoftheater in Weimar            | 70    |       |
| 5. Dezember  | Robert Heinrich Hiecke                       | deutscher Philologe                                                                 | 56    |       |
| 6. Dezember  | Herrmann Gerson                              | Großkaufmann, Konfektionäre                                                         | 48    |       |
| 7. Dezember  | Ferdinand Wilcke                             | deutscher Autor                                                                     | 61    |       |
| 8. Dezember  | Jakob Pinhas                                 | deutscher Publizist                                                                 | 73    |       |
| 10. Dezember | Karl Friedrich Ludwig zu Hohenlohe-Kirchberg | württembergischer Standesherr                                                       | 81    |       |
| 12. Dezember | Franciszek Morawski                          | polnischer General und Schriftsteller                                               | 78    |       |
| 14. Dezember | Albert von Sachsen-Coburg und Gotha          | Ehemann Victorias I. von Großbritannien und Irland                                  | 42    |       |
| 14. Dezember | Heinrich Marschner                           | deutscher Komponist                                                                 | 66    |       |
| 14. Dezember | Tommaso Mossi                                | italienischer römisch-katholischer Geistlicher, Zisterzienser, Abt und Generalabt   | 82    |       |
| 15. Dezember | Thomas Scott Williams                        | US-amerikanischer Politiker                                                         | 84    |       |
| 15. Dezember | Ludwig Wucherer                              | deutscher Unternehmer                                                               | 71    |       |
| 16. Dezember | Karol Lipiński                               | polnischer Violinist, Komponist und Dirigent                                        | 71    |       |
| 16. Dezember | James Xavier McLanahan                       | US-amerikanischer Politiker                                                         |       |       |
| 17. Dezember | Franz Abele von Lilienberg                   | österreichischer Feldmarschallleutant                                               | 95    |       |
| 17. Dezember | Ignaz Maria Graf von Attems-Heiligenkreuz    | österreichischer Politiker                                                          | 87    |       |
| 17. Dezember | Johann Andreas Wagner                        | deutscher Zoologe                                                                   | 64    |       |
| 18. Dezember | Ernst Anschütz                               | deutscher Theologe, Pädagoge und Verfasser vieler Volks- und Kinderlieder           | 81    |       |
| 18. Dezember | Albert von Pourtalès                         | preußischer Diplomat                                                                | 49    |       |
| 18. Dezember | William A. Walker                            | US-amerikanischer Politiker                                                         | 56    |       |
| 19. Dezember | Paul Johannes Merkel                         | deutscher Rechtswissenschaftler                                                     | 42    |       |
| 20. Dezember | Carl Proske                                  | deutscher Kirchenmusiker und Geistlicher                                            | 67    |       |
| 20. Dezember | Vincenzo Pucitta                             | italienischer Opernkomponist                                                        |       |       |
| 21. Dezember | Friedrich von Bothmer                        | deutscher Richter und Minister des Königreichs Hannover                             | 65    |       |
| 21. Dezember | August Mencke                                | deutscher Fotograf und Verleger                                                     | 39    |       |
| 23. Dezember | William Clayton Anderson                     | US-amerikanischer Politiker                                                         | 34    |       |
| 23. Dezember | Ambros Becziczka                             | österreichischer Zisterzienser und Abt von Lilienfeld                               | 81    |       |
| 24. Dezember | Carl Gottlieb Bellmann                       | deutscher Musiker                                                                   | 89    |       |
| 24. Dezember | Solomon G. Haven                             | US-amerikanischer Politiker                                                         | 51    |       |
| 24. Dezember | Christoph Carl Pfeuffer                      | deutscher Graveur und Medailleur                                                    | 60    |       |
| 25. Dezember | Natale Abbadia                               | italienischer Komponist und Gesangslehrer                                           | 69    |       |
| 25. Dezember | Jakob Josef Eeckhout                         | belgischer Maler                                                                    | 68    |       |
| 25. Dezember | Carl von Martens                             | württembergischer General und Militärschriftsteller                                 | 71    |       |
| 25. Dezember | Theodor Sockl                                | österreichischer Maler und Fotograf                                                 | 46    |       |
| 26. Dezember | Philip St. George Cocke                      | Brigadegeneral der Konföderierten Staaten von Amerika im Amerikanischen Bürgerkrieg | 52    |       |
| 26. Dezember | Francis E. Rives                             | US-amerikanischer Politiker                                                         | 69    |       |
| 27. Dezember | Johann Maria von Portugal                    | Herzog von Beja                                                                     | 19    |       |
| 27. Dezember | Wilhelm von Merckel                          | deutscher Jurist und Autor                                                          | 58    |       |
| 27. Dezember | Eberhard Müller                              | deutscher Verwaltungsjurist                                                         |       |       |
| 27. Dezember | Karl von Roser                               | württembergischer Beamter                                                           | 74    |       |
| 28. Dezember | Anton Stephan von Martini                    | Vizeadmiral, Feldzeugmeister und Diplomat des Kaisertums Österreich                 |       |       |
| 29. Dezember | Johann Heinrich Rauh                         | Mitglied der kurhessischen Ständeversammlung                                        | 55    |       |
| 30. Dezember | Joseph Geiger                                | österreichischer Pianist und Komponist                                              | 51    |       |
| 31. Dezember | Pierre Louis Ravené                          | deutscher Industrieller, Mäzen                                                      | 68    |       |

## Datum unbekannt
| Tag | Name                           | Beruf, bekannt als                                                                                         | Alter | Beleg |
| --- | ------------------------------ | --- | ----- | ----- |
|     | Karl Altmann                   | deutscher Maler                                                                                            |       |       |
|     | Friedrich Wilhelm Bernhard     | hessischer Orgelbauer                                                                                      |       |       |
|     | Wenzeslaus Cavallo             | deutscher Kirchenmusiker und Komponist                                                                     |       |       |
|     | Chalid ibn Saud                | Imam der Wahhabiten (1837–1841)                                                                            |       |       |
|     | Ferdinand Deppe                | deutscher Gärtner, Naturforscher, Sammler und Maler                                                        |       |       |
|     | Rice Garland                   | US-amerikanischer Politiker                                                                                |       |       |
|     | Traugott Große                 | sächsischer Amtsmaurermeister und Amtszimmermeister                                                        |       |       |
|     | Wilhelm von Hodenberg          | deutscher Beamter und Politiker                                                                            |       |       |
|     | Antoni Aleksander Iliński      | polnisch-osmanischer Offizier und General                                                                  |       |       |
|     | Dimitrios Karatasos            | griechischer Freiheitskämpfer und Partisanenführer                                                         |       |       |
|     | Kirellos IV. von Alexandria    | koptischer Papst von Alexandrien (1854–1861); Patriarch des Stuhles vom Heiligen Markus (Koptische Kirche) |       |       |
|     | Philipp Lindemann              | deutscher Advokat                                                                                          |       |       |
|     | Friedrich Wilhelm Martens      | deutscher Verwaltungsbeamter und Parlamentarier                                                            |       |       |
|     | Moses Mendelsohn               | deutscher Autor                                                                                            |       |       |
|     | Karl Theodor Menke             | deutscher Arzt und Malakologe                                                                              |       |       |
|     | Henri Mouhot                   | französischer Naturalist und Forschungsreisender                                                           |       |       |
|     | Paul de Musset                 | französischer Schriftsteller                                                                               |       |       |
|     | Ferdinand Pelzer               | deutscher Gitarrist und Musikpädagoge                                                                      |       |       |
|     | Zoë Prévost                    | französische Opernsängerin (Sopran)                                                                        |       |       |
|     | Albert von Puttkamer           | deutscher Politiker, MdA und Landrat                                                                       |       |       |
|     | Diedrich Christian Rutenberg   | deutscher Baumeister                                                                                       |       |       |
|     | Ludwig Karl von Schaezler      | deutscher Bankier                                                                                          |       |       |
|     | Johann Caspar Schlimbach       | Orgel- und Instrumentenbauer                                                                               |       |       |
|     | Simon Georg Schmidt            | deutscher Chorleiter, Violinist und Komponist                                                              |       |       |
|     | Johann Joachim Schümann        | Lübecker Kapitän                                                                                           |       |       |
|     | Johann Gottfried Schuncke      | deutscher Hornist am Stuttgarter Hof                                                                       |       |       |
|     | August Severin                 | preußischer Baumeister                                                                                     |       |       |
|     | Michail Iwanowitsch Skotti     | russischer Maler                                                                                           |       |       |
|     | Karl Friedrich Gottlob Strebel | deutscher Porzellanhersteller                                                                              |       |       |
|     | Utagawa Kuniyoshi              | japanischer Grafiker, Meister des japanischen Holzschnitts (Ukiyo-e)                                       |       |       |